# Ако (село)
Ако (арм. Հակո, до 4.07.2006 года - Акко) — село на западе Арагацотнской области Армении.

## География
Село расположено в 16 км к западу от Талина. В 6 км к северо-востоку расположено село Сорик. Это ближайшее село, где есть асфальтированная дорога, которая примыкает к трассе Ереван—Гюмри. В 6 км к западу расположено село Гетап, через которое проходит трасса и железная дорога с постоянным движением вдоль приграничной с Турцией рекой Аракс.
В селе проживают этнические курды-езиды, исповедующие езидизм.

## Население
| Год  | Численность | Численность |
| ---- | ----------- | ----------- |
| 1873 | 45          | [ 2 ]       |
| 1931 | 415         | [ 2 ]       |
| 1959 | 484         | [ 2 ]       |
| 1970 | 456         | [ 2 ]       |
| 1979 | 451         | [ 2 ]       |
| 1989 | 401         | [ 3 ]       |
| 2001 | 229         | [ 2 ]       |
| 2011 | 95          | [ 4 ]       |